# Домокос
Домокос (на гръцки: Δομοκός) е градче в най-северната част на Фтиотида, Централна Гърция. Градчето е построено върху планински склон с изглед към тесалийската равнина, на 38 km от град Ламия, на стратегическо място.
Домокос е древен град и такъв в Антична Тесалия. Става част от Гърция през 1881 г., по силата на цариградския договор, когато Османската империя отстъпва Тесалия и Амбракия на Кралство Гърция. До 1899 г. е част от префектура Лариса, т.е. от Тесалия.
През 1897 г., по време на гръцко-турската война, около 2000 италиански гарибалдийци под командването на сина на Джузепе Гарибалди – Ричоти Гарибалди, участват на гръцка страна в решителната битка във война, разиграла се пред и около градчето. Османската армия излиза победител в тази битка, след която настъпва решително през Термопилите към Атина, но е спряна от филелинистичен ултиматум на великите сили.
Новият дем Домокос е създаден при реформата на местното самоуправление от 2011 г. в Гърция, посредством сливането на три съществували дема – Домокос, Тесалиотида и Ксиниада.